# Jan Sýkora (odbojář)
Jan Sýkora (23. července 1876 Komorno – 16. listopadu nebo 16. prosince 1942 Věznice Plötzensee) byl odbojář z období první i druhé světové války popravený nacisty.

## Život

### Před a první světová válka
Jan Sýkora se narodil 23. července 1876 v Komorně u Blovic. Vyučil se truhlářem a hledal uplatnění v zahraničí. Od roku 1901 působil jako majitel a provozovatel hotelu a restaurace Český dům na adrese Gloucester Road 26 v Londýně. Jeho podnik se stal centrem společenského života českých krajanů. Byl knihovníkem londýnského Sokola a členem krajanského spolku Žižka. Po vypuknutí první světové války stanul v čele Londýnského českého výboru a legie pro britskou službu (London Bohemian (Czech) Committee and Legion for British Service) a poskytl prostory ve svém domě pro jeho kanceláře. Výboru se mj. podařilo vyjmout Čechy z internace rakousko-uherských státních příslušníků coby občanů nepřátelského státu. Jan Sýkora 14. listopadu 1915 spolupodepsal Prohlášení o československé nezávislosti. Stal se spolupracovníkem Tomáše Garrigua Masaryka, Milana Rastislava Štefánika a Edvarda Beneše. Sám odeslal na britské ministerstvo války dopis s nabídkou služby československých krajanů v britské armádě. Po povolení služby Čechů a Slováků (1916) do ní sám přes vyšší věk v roce 1917 narukoval a to konkrétně do Army service corps (zásobovací sbor).

### Mezi světovými válkami
Jan Sýkora přesídlil do Československa v roce 1923, přičemž jej už v roce 1919 krátkodobě navštívil. Působil jako restauratér, později jako majitel tabákového skladu.

### Druhá světová válka
Po německé okupaci v březnu 1939 vstoupil do protinacistického odboje. Na plzeňsku zorganizoval pobočku odbojové organizace Petiční výbor Věrni zůstaneme, která provozovala distribuci ilegálního časopisu V boj a prováděla zpravodajskou činnost. Za svou činnost byl v roce 1940 zatčen ve svém bytě gestapem, vězněn v Plzni, na Pankráci, v Terezíně, Mnichově a Berlíně. Dne 20. srpna 1942 byl lidovým soudem odsouzen k trestu smrti a 16. listopadu (podle jiného zdroje 16. prosince) téhož roku popraven gilotinou v berlínské věznici Plötzensee.

## Posmrtná ocenění

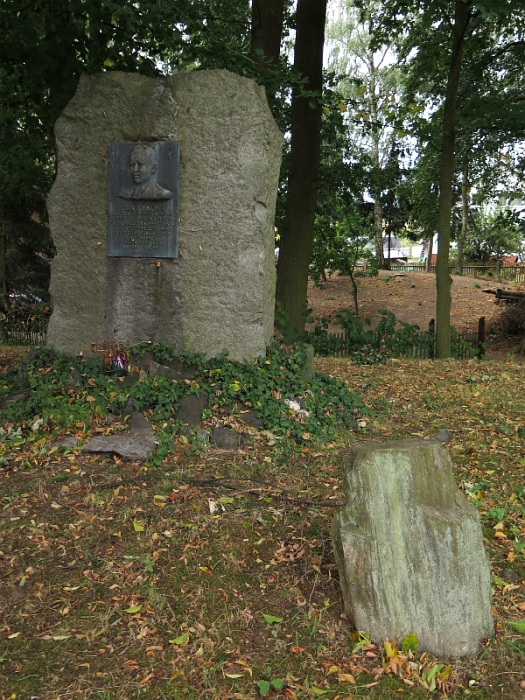
Pomník Jana Sýkory v Komornu

- V roce 1948 byl Janu Sýkorovi v centru Komorna odhalen pomník, který byl v roce 1958 vyhlášen kulturní památkou[2]